# Pereticikî, Nedrîhailiv
Pereticikî (în ucraineană Перетічки) este un sat în comuna Sakunîha din raionul Nedrîhailiv, regiunea Sumî, Ucraina.

## Demografie
Componența lingvistică a localității Pereticikî
     Ucraineană (98,62%)
     Rusă (1,38%)
Conform recensământului din 2001, majoritatea populației localității Pereticikî era vorbitoare de ucraineană (98,62%), existând în minoritate și vorbitori de rusă (1,38%).